# Constanze Angerer
Constanze Angerer (* 4. Dezember 1943) ist eine deutsche Juristin. Sie war Richterin, Staatsanwältin, Gerichtspräsidentin und Verfassungsrichterin. 2012 wurde sie in den Deutschen Ethikrat berufen, dem sie bis 2020 angehörte.

## Leben

### Juristische Karriere
Nach dem Studium der Rechtswissenschaft trat Angerer 1972 als Gerichtsassessorin den Dienst im Bayerischen Staatsministerium der Justiz an. Fünf Jahre lang war sie Leiterin des Familienreferats, später Gnadenreferentin. Danach war Angerer Richterin am Landgericht München I und am Oberlandesgericht München tätig. Auch als Staatsanwältin arbeitete Angerer bei der Staatsanwaltschaft München II. Seit 1998 war Angerer Vorsitzende Richterin am Oberlandesgericht Bamberg  sowie am Bayerischen Obersten Landesgericht.  
Von 2001 bis zu ihrer Pensionierung 2008 war Angerer Präsidentin des Landgerichts München I. Sie engagierte sich für eine Modernisierung der Gerichtsbarkeit. Durch Sonderzuständigkeiten gab sie Richtern eine Chance, sich fachlich zu spezialisieren. Auch Mediation unterstützt Angerer und nimmt damit eine Vorreiterrolle ein.

### Bayerischer Verfassungsgerichtshof
Am 19. Februar 1998 wurde Angerer vom Bayerischen Landtag mit 130 von 160 Stimmen zum berufsrichterlichen Mitglied des Bayerischen Verfassungsgerichtshofes gewählt. Die Wiederwahl erfolgte am 16. Februar 2006. Sie nahm das Ehrenamt wahr bis zum Eintritt in den Ruhestand am 31. Januar 2008.

### Mitgliedschaften
Constanze Angerer war im Vorstand des Bayerischen Landesverbandes des Deutschen Kinderschutzbundes tätig. Von 1985 bis 1998 war sie gemeinsam mit ihrem Mann Hans Angerer im Vorstand der Hochbegabtenstiftung Maximilianeum. Sie war Vorstandsmitglied der Münchener Juristischen Gesellschaft. 2011 wurde sie zur Stellvertretenden Vorsitzenden des neu gegründeten Fördervereins für das Münchener NS-Dokumentationszentrum gewählt
Von 2012 bis 2020 war Angerer Mitglied des Deutschen Ethikrates.

### Privates
Constanze Angerer war mit dem 2012 verstorbenen Hans Angerer verheiratet.

## Auszeichnungen
Constanze Angerer wurde 1999 mit dem Bundesverdienstkreuz am Bande ausgezeichnet. 2010 erhielt sie den Bayerischen Verdienstorden.